# Arthroleptella rugosa
Arthroleptella rugosa är en groddjursart som beskrevs av Turner och Alan Channing 2008. Arthroleptella rugosa ingår i släktet Arthroleptella och familjen Pyxicephalidae. Inga underarter finns listade i Catalogue of Life.
Detta groddjur förekommer i en liten region i Västra Kapprovinsen i Sydafrika vid staden Caledon. Området ligger 500 till 800 meter över havet. Det uppskattas vara 14 km² stort. Arten lever i fuktiga delar av busklandskapet Fynbos. Honor lägger cirka 10 ägg per tillfälle. Ungarna är full utvecklade när äggen kläcks.
Beståndet hotas främst av bränder. Populationen påverkas även av introducerade främmande djur. IUCN kategoriserar arten globalt som akut hotad.